# 節度使 (日本)
節度使（せつどし）とは、奈良時代（8世紀）に軍団を統轄するために設置された臨時の官職（令外官）である。戦時体制の構築と動員の準備を目的とし、道単位で派遣された使節である。当時、崩壊の危機に瀕していた軍団制の強化引き締めを目的とし、兵士の訓練・兵器の管理などを監察した。

## 概要
「節度使」の名称は、唐代の辺境防衛軍の総指揮官のものにならったものであり、唐の景雲2年（711年、日本の和銅4年）に河西節度使が任命されたのが始めである。第一回は天平4年（732年）、渤海を支援し、新羅・唐を牽制する目的で、当時の軍縮政策から一転して沿海諸国の武装警戒態勢を実施したもので、東海道・東山道・山陰道・西海道の四道に派遣された。第二回は天平宝字5年（761年）に、東海道・南海道・西海道の三道に置かれ、藤原仲麻呂の新羅征討計画の動員準備を行ったものである。

### 第1回節度使
『続日本紀』巻第十一には、天平4年（732年）8月、遣唐使多治比広成らの任命記事に続けて、
とあり、さらに続けて以下のような詔を出した。
「東海・東山2道および山陰道の諸国の兵器・牛馬は、何れも他所に売り与えてはならない。これは一切禁断して国の境界から出させてはいけない。しかし、決まって公に進上する牧の牛馬はこの限りではない。ただし、西海道の場合は『恒の法』にしたがえ。
また節度使が管轄する諸国の軍団の、幕（ばく）・釜（ふ）が不足していることがあれば、今年中に京に進上する官物の一部を留保し、それを代金に当てて購入し、速やかに補充させよ。
また、四道の兵士は、令によって徴発し、人数は国内の正丁数の四分の一程度とせよ。その兵器は旧き物を修理して用いよ。
また、百石以上を積載することのできる船を造れ。また便宜を図って、籾を造り、塩を焼け。
また筑紫（九州）の兵士は、課役を何れも免じる。その白丁（無位無官の良民）は、調を免じて庸を納めさせる。勤務年限の多寡は勅の処分に従う。
また、節度使以下、傔人以上のものには、何れも剣を佩かせる。その管下の諸国の人は習得をすると、三色の何れかにはいることができる。一つは博士で、生徒の多少を以て三等とする。上等には田1町5段を給う。中等には1町。下等には5段。ほかの2つは兵士で、毎月試験を受けて、上等を得た人には庸の綿2屯を賜う。中等には1屯」
また、山陰道節度使判官巨曾倍朝臣津嶋と、西海道判官佐伯宿禰東人に、外従五位下を授けた、ともある。
天平4年の節度使は、同年8月11日の遣新羅使角家主の帰朝6日後に設置されているところから、この時の遣新羅使の情報により、唐・新羅・渤海の動向を含めた国際関係の緊張に備え、西辺の武備を堅固なものにする目的があったものと推定される。山陰・西海の節度使は直接西辺の防衛強化につとめ、東海・東山の節度使は、二回目の例から考えて、西海へ赴任するべき東国の兵士の動員、船舶の準備などにあたったものと思われる。
なお、時代は下るが、『続紀』牧第三十六にある、宝亀11年7月の光仁天皇の勅によると、
とあり、山陰・山陽両道7国および大宰府管内について、天平4年の節度使の時の式により警固すべしとされており、天平の時の山陰道節度使の管轄区域は山陽道の安芸国・周防国・長門国まで及んでいたことも分かる。
『続紀』巻第十一によると、天平4年の節度使は、「諸道の節度使の事、既に訖（おわ）りぬ。是に国司主典已上をしてその事を掌（つかさど）り知らしむ」として、天平6年4月に停止されている。これは海辺の防衛、兵力動員の体制がいちおう完成したか、あるいは災異により人民の負担の軽減をはかったためと考えられる。これに呼応して、東海道・東山道・山陰道の諸国に牛馬の売買をするのに、国の境を出て行うことを許す、とあり、諸国の健児・儲士・選士に田租とあわせて雑徭の半分を免除するともある。

### 第2回節度使
『続紀』巻第二十三にある天平宝字5年（761年）の節度使については、同巻二十二にある、天平宝字3年（759年）6月に大宰府に行軍式を作らせ、同年8月に大宰帥船王を香椎宮に派遣して、新羅を伐つべき状を奏上させ、同年9月に船500艘を北陸・山陰・山陽・南海の四道諸国に割りあて、3年以内に建造させたとする命令に続くもので、新羅征討計画の一環として設置されたものである。
『続紀』巻第二十三、天平宝字5年11月の記述によると、
とあり、
| 地域（道） | 船（艘） | 兵士(人) | 郡司子弟（人） | 水手(人) |
| ---------- | -------- | -------- | -------------- | -------- |
| 東海       | 151      | 15,700   | 78             | 7,520    |
| 南海       | 121      | 12,500   | 62             | 4,920    |
| 西海       | 121      | 12,500   | 62             | 4,920    |

のような構成になっている。表を見ても分かるように、南海道と西海道が全く同じ動員数であり、中央政府の机上の計画であること、さらに、この計画に基づいて動員された船以下を節度使が「検定」（検じて確定した）ところより、節度使の第一の役割があると、北啓太は述べている。また、ここでの動員数について、平野友彦は子弟と兵士の人数比を1：201と計算しており、北啓太は各兵士の数から100を引き、それを子弟の数で割ると200になるところから、各子弟が兵士200人の指揮官だったのではないか、としている。
この時の節度使の担当する道と所管する国の範囲は一致しておらず、東海道（遠江国・駿河国・伊豆国・甲斐国・相模国・安房国・上総国・下総国・常陸国）に加えて、東山道の上総国・武蔵国・下総国が含まれており、南海道（紀伊国・阿波国・讃岐国・伊予国・土佐国）の場合も、山陽道の播磨国・美作国・備前国・備中国・備後国・安芸国・周防国が含まれている。ちなみに、武蔵国はのちに東海道に編入されている。
『続紀』巻第二十五によると、東海道節度使は天平宝字8年7月に撤廃され、西海道節度使は同年11月に撤廃された。

### 節度使の職務
節度使の任務としては、上述の『続紀』巻第十一の記述によると、
1. 管内諸国の武器・牛馬などの保全
2. 兵士の徴発
3. 兵船・武器・糧食などの準備
4. 兵士に対する武芸の訓練など

があげられており、同第二十三の記述によると、兵士たちは
1. 3年間田租の免除の代償としての弓馬の訓練
2. 五行の陣立ての訓練・習得
3. 兵器の製造

にあたったとされている。天平6年度（734年）の出雲国計会帳からは、天平5年8月から天平6年7月の間の文書授受の記録を通じ、石見国に設置された山陰道節度使の命令を受けて、出雲国での烽の設置や試験、弩の製造と要所への設置、「造兵器別当国司」のもとでの武器・武具（鉦・幕・綿甲など）の整備、兵士の徴発と歩射・騎射・馬槍などの武芸の訓練が行われていたことが判明している。同帳には、天平5年十二月6日節度使符について、「符壱道〈備辺式弐巻状〉十二月廿一日を以て国に到る」として、敵襲の際の具体的な対応を定めた「備辺式」2巻が節度使から出雲国に送られたことが知られており、備辺式（警固式）の作成も、節度使の重要な職務であったようである。

## その他
『万葉集』巻第六には、
とあり、
ともあり、節度使の赴任に際して、天皇は使人に酒を賜い、激励の和歌を詠んだことが知られている（一説によると、上の二首は元正太上天皇が詠んだものとも言われている）。